# 高山神社 (三重県)
高山神社（こうざんじんじゃ）は三重県津市の、津城址にある神社。江戸時代後期から明治時代初期に流行した藩祖を祀った神社のひとつ。
同市の市役所近くにあり、藤堂高虎を祀る。同社は津市の商工業の守護神、市民の氏神として現在も信仰を集めている。

## 歴史
藤堂高虎は法号が寒松院殿前伊州羽林道賢高山権大僧都で「高山公」と通称されるが、神社名もそれに由来する。
1876年（明治9年）の創始で、当初は安濃郡下部田村広明（現津市）の八幡神社境内に神祠があった。1903年（明治36年）に津城址の本丸跡に遷宮し、鎮座式大祝祭典も執行された（『津市史』第5巻）。
1945年（昭和20年）の空襲で高山神社の本社殿は全焼。その後復興したが、1969年（同44年）には公園整備のため、本丸跡から南西方向の内堀埋立地の現在位置に移された。

## 文化財

##### 津市指定文化財
- 絵馬